# Albertus Susanto Njoto
Albertus Susanto Njoto (chinesisch 楊禮豐; * 27. Oktober 1976) ist ein Badmintonspieler aus Hongkong.

## Karriere
Albertus Susanto Njoto wurde 1999 Dritter bei den Hong Kong Open, zwei Jahre später Zweiter. 2003 gewann er die Australian Open, 2004 die Iran Fajr International. Bei der Asienmeisterschaft 2005 erkämpfte er sich Bronze.

## Sportliche Erfolge
| Saison | Veranstaltung           | Disziplin    | Platz | Name                                               |
| ------ | ----------------------- | ------------ | ----- | -------------------------------------------------- |
| 1999   | Hong Kong Open          | Mixed        | 3     | Chan Mei Mei / Albertus Susanto Njoto              |
| 2001   | Hong Kong Open          | Herrendoppel | 2     | Kwun Yuen Yau / Albertus Susanto Njoto             |
| 2002   | Japan Open              | Herrendoppel | 5     | Liu Kwok Wa / Albertus Susanto Njoto               |
| 2002   | Swiss Open              | Herrendoppel | 3     | Liu Kwok Wa / Albertus Susanto Njoto               |
| 2003   | Australian Open         | Herrendoppel | 1     | Liu Kwok Wa / Albertus Susanto Njoto               |
| 2004   | Iran Fajr International | Herrendoppel | 1     | Albertus Susanto Njoto / Liu Kwok Wa               |
| 2005   | Asienmeisterschaft      | Mixed        | 3     | Albertus Susanto Njoto / Li Wing Mui               |
| 2006   | Philippines Open        | Herrendoppel | 1     | Albertus Susanto Njoto / Yohan Hadikusumo Wiratama |
| 2006   | Chinese Taipei Open     | Herrendoppel | 3     | Yohan Hadikusuma Wiratama / Albertus Susanto Njoto |
| 2007   | New Zealand Open        | Herrendoppel | 2     | Albertus Susanto Njoto / Yohan Hadikusama Wiratama |